# Play with Fire
Play with Fire est une chanson du groupe de rock britannique The Rolling Stones, parue en 1965 en face B du single The Last Time. Elle est créditée à Nanker Phelge, pseudonyme employé pour les chansons coécrites par tous les membres du groupe.

## Histoire
La chanson a été enregistrée dans la nuit du 11 janvier 1965 alors que le groupe était a Los Angeles pour enregistrer avec Phil Spector aux studios de la RCA. Keith Richards interprète la chanson à la guitare acoustique tandis que Mick Jagger chante et utilise un tambourin dont le son a été amélioré grâce à une chambre d'écho. Phil Spector joue de la basse (qui à l'écoute ressemble à une guitare électrique) et Jack Nitzsche a arrangé le morceau avec un clavecin et des tam-tams. 
Les paroles évoquent la relation du chanteur avec une fille de la haute société, dénigrant ce style de vie de la même manière que la chanson 19th Nervous Breakdown. Le titre fait référence à l'adage « Qui joue avec le feu finit par se brûler ». 
En 1995, dans une interview au magazine Rolling Stone, Mick Jagger expliquait à Jann Wenner que Play with Fire lui est apparue, lors de la dernière écoute, comme une chanson incroyable. Le son y est si clair que l'on peut distinguer toutes les voix. 
La chanson est arrivée 96e des charts américains et figure aussi sur les éditions américaines des albums: Big Hits (High Tide and Green Grass) (1966), Hot Rocks (1971) et Singles Collection: The London Years (1989).
La chanson a été jouée sur scène lors des concerts de 1965 et 1966 puis reprise entre 1989 et 1990 lors de leur tournée nord américaine Steel Wheels/Urban Jungle Tour. 
En juillet 2008, Play with Fire a fait l'objet d'une procédure judiciaire lorsque ABKCO Music Inc., qui détient les droits sur le premier catalogue des Rolling Stones, a intenté un procès contre Lil Wayne, affirmant que la chanson du rappeur Playing with Fire était basée sur la chanson des Rolling Stones.

## Apparitions
Le titre fait partie en 2007 de la bande originale du film  À bord du Darjeeling Limited, réalisé par Wes Anderson. En 2011 il apparait dans l'épisode final de la saison 6 de Supernatural ainsi que l'épisode 13 de la saison 12 de la même série et est jouable dans le jeu vidéo de musique Rocksmith. En 2018 il est utilisé dans l'épisode 4 de la saison 2 de Westworld, réalisé par Lisa Joy.

## Reprises
- The Beau Brummels sur l'album Beau Brummels '66 (1966)
- West, Bruce and Laing sur l'album Live 'n' Kickin' (1974)
- Little Bob Story sur l'album Vacant Heart (1982)
- Nicola Sirkis sur l'album Dans la lune... (1991)
- The Pretty Things sur l'album Rage Before Beauty (1999)
- Calvin Russell sur l'album Le Voyageur (2000)
- Gov't Mule en version reggae sur l'album Mighty High (2007)
- Dum Dum Girls en face B du single Jail La La (2009)
- Jonee Earthquake Band en version punk rock en concert
- Smokin' Joe Kubek sur l'album Road dog's life (2013)
- Noir Désir sur l'album Covers et duos (2020)
- Social Distortion sur album Public Enemies (2020 live)
- James Blood Ulmer & Rodolphe Burger sur l'album Guitar music (2003).

## Musiciens
- Mick Jagger - voix principale, tambourin
- Keith Richards - guitare acoustique
- Jack Nitzsche - clavecin , tam-tam
- Phil Spector - guitare rythmique électrique désaccordée